# Бедовый (блокпост)
Бедовый — упразднённый блокпост в Могочинском районе Забайкальского края России. На момент упразднения входило в состав Амазарского городского округа. Упразднено в 2000 году.

## География
Располагалось в северо-восточной части района, у бывшего одноимённого путевого поста на линии Могоча — Сковородино Забайкальской железной дороги  Транссибирской железнодорожной магистрали, на правом берегу реки Амазар, на расстояние примерно 12 км по прямой к юго-западу от посёлка Амазар.

### Климат
Климат характеризуется как резко континентальный, с морозной продолжительной зимой и коротким относительно тёплым летом. Средняя температура самого тёплого месяца (июля) составляет 14 — 18 °С (абсолютный максимум — 37 °С). Средняя температура самого холодного месяца (января) — −28 — −32 °С (абсолютный минимум — −53 °С). Годовое количество осадков — 400—600 мм.

## История
Возник в 1964 году при путевом посту Бедовый.
Законом Читинской области от 14 апреля 2000 года № 212-ЗЧО населённый пункт исключён из учётных данных.